# Modro oko
A Modro oko (magyarul: Kék szem) egy karszttó Horvátországban, Dalmáciában

## Leírása
A Modro oko egy Dalmáciában található tó, amely egy részlegesen lesüllyedt karszt mélyedés része a Neretva-folyó jobb partján Desne, Banja és Komin települések között. A tó egy a tengerszint magasságában fekvő forrástó. Körülbelül 350 m hosszú és 3,5 m széles csatorna kapcsolja össze a Desansko-tóval. Fehér mészköve miatt a sós vízzel telt tó kifejezetten kék színű. A Modro oko és a Desansko-tó vize a Desanka-patakon át ürül, és Banja közelében folyik a Crna-patakba, a Crna és a Neretva összefolyásától mindössze 200 méterre.
A Horvát Köztársaság kormányának 2020. augusztus 20-i rendeletével a Modro oko-tavat és a Desna-tavat mint különleges ornitológiai rezervátumot védett területnek nyilvánították. A rezervátum magában foglalja a Neretva jobb partján egy részlegesen lesüllyedt karszt mélyedést, a Modro oko és a Desna tavakkal és a környező nádasokkal. A Modro oko és a Desna-tó különleges ornitológiai rezervátum, a Neretva-delta területén található egyik jellegzetes vizes ökoszisztéma, amely különösen fontos az élőhelyek megőrzése és a vizes madarak sokfélesége szempontjából.

## Fordítás
Ez a szócikk részben vagy egészben  a   Modro oko (jezero) című horvát Wikipédia-szócikk ezen változatának fordításán alapul.  Az eredeti cikk szerkesztőit annak laptörténete sorolja fel. Ez a jelzés csupán a megfogalmazás eredetét és a szerzői jogokat jelzi, nem szolgál a cikkben szereplő információk forrásmegjelöléseként.